# طايفه حضرتسليمان (مقاطعة غيلانغرب)
طايفه‌حضرتسليمان (بالفارسية: طایفه‌حضرتسلیمان) هي قرية تقع في كرمانشاه في إيران. يقدر عدد سكانها بـ 103 نسمة بحسب إحصاء 2016.